# うみのとも
うみのともは、日本の漫画家・イラストレーターである。

## 人物・作風
同人サークル「ねこじたランチ」で活動をしている。そよ風テイクオフでは人力飛行機をテーマにしており、芝浦工業大学のTeam Birdman Trialへ取材を行っている。

## 作品リスト

### 漫画作品
- 『とある魔術の禁書目録』のアンソロジー寄稿作品（原作：鎌池和馬、『4コマ公式アンソロジー とある科学の超電磁砲×とある魔術の禁書目録』2巻、2012年）
- そよ風テイクオフ（『まんがタイムきららMAX』2013年 - 2016年）
- 私を球場に連れてって!（原作：スーパーまさら、『まんがタイムきららMAX』2017年[3] - 2021年）

### 書籍
- 『そよ風テイクオフ』芳文社〈まんがタイムKRコミックス〉2015年 - 2016年、全2巻
- 『私を球場に連れてって!』芳文社〈まんがタイムKRコミックス〉2018年 - 2021年、全4巻